# Barbarano Vicentino
Barbarano Vicentino är en ort och frazione i kommunen Barbarano Mossano i provinsen Vicenza i regionen Veneto i Italien. Barbarano Vicentino upphörde som kommun den 17 februari 2018 och bildade med den tidigare kommunen Mossano den nya kommunen Barbarano Mossano. Den tidiger kommunen hade 4 613 invånare (2017).